# Bjarte Engen Vik
Bjarte Engen Vik (ur. 3 marca 1971 w Tromsø) – norweski kombinator norweski, czterokrotny medalista olimpijski, ośmiokrotny medalista mistrzostw świata, złoty medalista mistrzostw świata juniorów i dwukrotny zdobywca Pucharu Świata.

## Kariera
Po raz pierwszy na arenie międzynarodowej Bjarte Engen Vik pojawił się w marcu 1990 roku podczas Mistrzostw Świata Juniorów w Štrbskim Plesie, gdzie wspólnie z kolegami wywalczył złoty medal w zawodach drużynowych. Dziewięć miesięcy później, 15 grudnia 1990 roku w Trondheim zadebiutował w Pucharze Świata, zajmując 42. miejsce w zawodach metodą Gundersena. W sezonie 1990/1991 wystąpił jeszcze tylko raz, 12 stycznia 1991 roku w Bad Goisern, gdzie był dwunasty w Gundersenie. Były to jego pierwsze pucharowe punkty i w klasyfikacji generalnej zajął 30. pozycję.
W rywalizacji pucharowej sezonu 1991/1992 spisał się przeciętnie, najlepszy wynik uzyskując 18 stycznia 1992 roku w Murau, gdzie był ósmy. Pierwszy raz na podium zawodów Pucharu Świata stanął 5 grudnia 1992 roku w fińskim Vuokatti, gdzie był trzeci w Gundersenie. Był to jego najlepszy wynik i jedyne podium w sezonie 1992/1993. W cyklu tym pojawił się jeszcze cztery razy, za każdym razem punktując, co dało mu 11. pozycję klasyfikacji generalnej. W konkursie indywidualnym na Mistrzostwach Świata w Falun w 1993 roku był czwarty, w walce o miejsce na podium lepszy o 5,6 sekundy okazał się jego rodak Knut Tore Apeland. Mimo dobrego wyniku nie brał udziału w konkursie drużynowym.
Pierwszy sukces w kategorii seniorów Vik osiągnął na Igrzyskach Olimpijskich w Lillehammer w 1994 roku. W konkursie drużynowym Norwegowie w składzie Knut Tore Apeland, Fred Børre Lundberg i Bjarte Engen Vik znaleźli się po skokach na drugiej pozycji, jednak do prowadzących Japończyków tracili ponad 5 minut. W biegu odrobili tylko 18 sekund i tyle samo zyskali nad trzecimi na mecie Szwajcarami. W zawodach indywidualnych Bjarte ukończył konkurs skoków na trzeciej pozycji. Przed biegiem tracił 43 sekundy do prowadzącego Lundberga i 20 sekund do drugiego Ago Markvardta z Estonii. Na trasie biegu zdołał wyprzedzić Estończyka, jednak sam został minięty przez Japończyka Takanoriego Kōno, z którym przegrał walkę o srebrny medal o zaledwie 0.8 sekundy. We wszystkich zawodach pucharowych sezonu 1993/1994 plasował się w czołowej dziesiątce, przy czym aż sześciokrotnie zajmował czwarte miejsce. Na podium stanął raz – 22 stycznia 1994 roku w Trondheim zajął trzecie miejsce. Czwarty był także w klasyfikacji generalnej.
Najsłabszym wynikiem Vika w sezonie 1994/1995 było 11. miejsce podczas zawodów w austriackim Bad Goisern. Poza tym sześciokrotnie stawał na podium, raz zajmując drugie miejsce i pięciokrotnie trzecie. W klasyfikacji generalnej zajął drugie miejsce z wyraźną stratą do Japończyka Kenjiego Ogiwary, który wygrał 6 z 10 konkursów. Trzecie miejsce przypadło Knutowi Tore Apelandowi. Podczas Mistrzostw Świata w Thunder Bay w 1995 roku wspólnie z Halldorem Skardem, Lundbergiem i Apelandem wywalczył srebrny medal w sztafecie. Po raz kolejny Norwegowie musieli uznać wyższość Japończyków. Konkurs indywidualny Vik zakończył na siódmej pozycji, tracąc do podium niecałą minutę. W sezonie 1995/1996 ponownie zajął czwarte miejsce w klasyfikacji generalnej. Na podium stawał trzykrotnie, przy czym 2 marca 1996 roku w Lahti odniósł swoje pierwsze zwycięstwo pucharowe wygrywając zawody metodą Gundersena. Dwa tygodnie później zwyciężył także w Oslo, a 16 grudnia 1995 roku był trzeci Sankt Moritz.
Na Mistrzostwach Świata w Trondheim w 1997 roku razem ze Skardem, Apelandem i Lundbergiem wywalczył złoty medal w sztafecie. Norwegowie wyprzedzili drugich na mecie Finów o 55 sekund. Vik bardzo dobrze zaprezentował się także w zawodach indywidualnych zdobywając srebrny medal. Lepszy był tylko Kenji Ogiwara, a Bjarte został tym samym jedynym norweskim kombinatorem, który zdobył dwa medale na tych mistrzostwach. Sezon 1996/1997 zakończył na trzeciej pozycji, za dwoma Finami: Samppą Lajunenem i Jarim Mantilą. Siedem razy stawał na podium, w tym 14 i 15 marca w Oslo oraz 22 marca 1997 roku w Štrbskim Plesie wygrywał w Gundersenie. W zajęciu wyższej pozycji w klasyfikacji generalnej przeszkodziły mu dwie wpadki: 22 listopada 1996 roku w Rovaniemi zajął 25. miejsce, a 14 stycznia 1997 roku w Predazzo dopiero 37. pozycję.
W sezonach 1997/1998 i 1998/1999 zwyciężał w klasyfikacji generalnej Pucharu Świata. Łącznie 27 razy stawał na podium, z czego wygrał aż 14 zawodów. W pierwszym z tych sezonów wygrał 5 z 14 rozegranych konkursów, ale drugiego w klasyfikacji Mario Stechera z Austrii wyprzedził tylko o 26 punktów. W kolejnym sezonie dominował już wyraźnie, wyprzedzając Fina Hannu Manninena i Czecha Ladislava Rygla. Igrzyska Olimpijskie w Nagano w 1998 roku były jedną z najbardziej udanych imprez w jego karierze. Razem z Halldorem Skardem, Kennethem Braatenem i Fredem Børre Lundbergiem zdobył drużynowo złoty medal. Po skokach Norwegowie znaleźli się na trzeciej pozycji, tracąc do prowadzących Finów osiem sekund, a do drugich Austriaków 4 sekundy. W biegu reprezentacja Norwegii należała do najszybszych na trasie, dzięki czemu na mecie stawili się jako pierwsi, z przewagą ponad minuty nad Finami o ponad półtorej minuty nad Francuzami, którzy zdobyli brązowe medale. Także w konkursie indywidualnym okazał się najlepszy, prowadząc już po konkursie skoków. W biegu prowadzenia już nie oddał, na mecie wyprzedzając drugiego Samppę Laujenena i trzeciego Walerija Stolarowa z Rosji o blisko pół minuty. Vik zdominował także Mistrzostwa Świata w Ramsau w 1999 roku. Wygrał zarówno sprint jak i Gundersena, a razem z kolegami z reprezentacji był drugi w sztafecie. W walce o złoto lepsi okazali się Finowie, którzy zwyciężyli z przewagą ponad minuty.
Z osiemnastu zawodów indywidualnych sezonu 1999/2000 Vik wygrał pięć, jednak Samppa Lajunen wygrał osiem konkursów i to on zwyciężył w klasyfikacji generalnej. Bjarte stracił do niego 45 punktów, ale wyraźnie wyprzedził trzeciego Rygla. Norweg trzynaście razy meldował się na podium, triumfy odnosząc: 5 stycznia w Reit im Winkl, 8 stycznia w Schonach, 5 lutego w Hakubie oraz 10 i 11 marca 2000 roku w Oslo. Wysoką formę utrzymał także w sezonie 2000/2001, który zakończył na trzeciej pozycji. Tym razem lepsi on Norwega byli tylko Austriak Felix Gottwald i Niemiec Ronny Ackermann. Vik ośmiokrotnie stawał na podium, w tym 30 grudnia 2000 roku w Lillehammer i 3 stycznia 2001 roku w Reit im Winkl zwyciężał odpowiednio w Gundersenie i starcie masowym. Na Mistrzostwach Świata w Lahti w 2001 roku po raz trzeci został indywidualnym mistrzem świata wygrywając zawody metodą Gundersena. Ponadto wraz z Kennethem Braatenem, Sverre Rotevatnem i Kristianem Hammerem zwyciężył także w sztafecie, a w sprincie był dziewiąty. Po zakończeniu tego sezonu postanowił zakończyć karierę. Łącznie 61 razy stawał na podium zawodów pucharowych, co daje mu czwarte miejsce na liście wszech czasów. Odniósł przy tym 26 zwycięstw, co na liście wszech czasów daje mu trzecią pozycję za Manninenem (48) i Ackermannem (28).
Bjarte Engen Vik jest także dziewięciokrotnym medalistą mistrzostw kraju, w tym w latach 1996-2000 zwyciężał w Gundersenie. W 1997 r. za swoje osiągnięcia otrzymał medal Holmenkollen wraz z biegaczami narciarskimi: Stefanią Belmondo z Włoch Bjørnem Dæhlie z Norwegii.

## Osiągnięcia

### Igrzyska Olimpijskie
| Miejsce | Dzień     | Rok  | Miejscowość | Konkurencja             | Wynik zwycięzcy | Strata  | Zwycięzca           |
| ------- | --------- | ---- | ----------- | ----------------------- | --------------- | ------- | ------------------- |
| 3.      | 19 lutego | 1994 | Lillehammer | Gundersen K-90/15 km    | 39:07,9         | +1:18,3 | Fred Børre Lundberg |
| 2.      | 24 lutego | 1994 | Lillehammer | Sztafeta K-90/3 × 10 km | 1:22:51,8       | +4:49,1 | Japonia             |
| 1.      | 14 lutego | 1998 | Nagano      | Gundersen K-90/15 km    | 41:21,1         | -       | -                   |
| 1.      | 20 lutego | 1998 | Nagano      | Sztafeta K-90/4 × 5 km  | 54:11,5         | -       | -                   |

### Mistrzostwa świata
| Miejsce | Dzień     | Rok  | Miejscowość | Konkurencja            | Wynik zwycięzcy | Strata  | Zwycięzca           |
| ------- | --------- | ---- | ----------- | ---------------------- | --------------- | ------- | ------------------- |
| 4.      | 18 lutego | 1993 | Falun       | Gundersen K-90/15 km   | 46:47,5         | +4:53,4 | Kenji Ogiwara       |
| 7.      | 22 lutego | 1995 | Thunder Bay | Gundersen K-90/15 km   | 41:16,9         | +1:31,3 | Fred Børre Lundberg |
| 2.      | 10 marca  | 1995 | Thunder Bay | Sztafeta K-90/4 × 5 km | 56:20,2         | +1:54,6 | Japonia             |
| 2.      | 22 lutego | 1997 | Trondheim   | Gundersen K-90/15 km   | 43:43,1         | +30,8   | Kenji Ogiwara       |
| 1.      | 23 lutego | 1997 | Trondheim   | Sztafeta K-90/4 × 5 km | 52:18,0         | -       | -                   |
| 1.      | 20 lutego | 1999 | Ramsau      | Gundersen K-90/15 km   | 37:04,8         | -       | -                   |
| 2.      | 25 lutego | 1999 | Ramsau      | Sztafeta K-90/4 × 5 km | 49:34,2         | +1:14,7 | Finlandia           |
| 1.      | 27 lutego | 1999 | Ramsau      | Sprint K-90/7.5 km     | 17:48,4 min     | -       | -                   |
| 1.      | 15 lutego | 2001 | Lahti       | Gundersen K-90/15 km   | 39:26,7         | -       | -                   |
| 1.      | 20 lutego | 2001 | Lahti       | Sztafeta K-90/4 × 5 km | 48:54,1         | -       | -                   |
| 9.      | 24 lutego | 2001 | Lahti       | Sprint K-116/7,5 km    | 19:40,3         | +1:15,0 | Marko Baacke        |

### Mistrzostwa świata juniorów
| Miejsce | Dzień    | Rok  | Miejscowość         | Konkurencja             | Wynik zwycięzcy | Strata | Zwycięzca |
| ------- | -------- | ---- | ------------------- | ----------------------- | --------------- | ------ | --------- |
| 1.      | 28 marca | 1990 | Szczyrbskie Jezioro | Sztafeta K-90/3 × 10 km | ?               | -      | -         |

### Puchar Świata

#### Miejsca w klasyfikacji generalnej
- sezon 1990/1991: 30.
- sezon 1991/1992: 17.
- sezon 1992/1993: 11.
- sezon 1993/1994: 4.
- sezon 1994/1995: 2.
- sezon 1995/1996: 4.
- sezon 1996/1997: 3.
- sezon 1997/1998: 1.
- sezon 1998/1999: 1.
- sezon 1999/2000: 2.
- sezon 2000/2001: 3.

#### Miejsca na podium chronologicznie
| Nr  | Data              | Miejscowość         | Konkurencja             | Wynik zwycięzcy | Pozycja | Strata      | Zwycięzca           |
| --- | ----------------- | ------------------- | ----------------------- | --------------- | ------- | ----------- | ------------------- |
| 1.  | 5 grudnia 1992    | Vuokatti            | Gundersen K90/15 km     | ?               | 3.      | +33.6 s     | Kenji Ogiwara       |
| 2.  | 22 stycznia 1994  | Trondheim           | Gundersen K90/15 km     | ?               | 3.      | +2:16.2 min | Kenji Ogiwara       |
| 3.  | 29 listopada 1994 | Steamboat Springs   | Gundersen K120/15 km    | ?               | 2.      | +4.6 s      | Knut Tore Apeland   |
| 4.  | 10 grudnia 1994   | Szczyrbskie Jezioro | Gundersen K88/15 km     | ?               | 3.      | +17.0 s     | Fred Børre Lundberg |
| 5.  | 7 stycznia 1995   | Schonach            | Gundersen K95/15 km     | ?               | 3.      | +1:04.7 min | Fred Børre Lundberg |
| 6.  | 14 stycznia 1995  | Liberec             | Gundersen K120/15 km    | ?               | 3.      | +47.7 s     | Kenji Ogiwara       |
| 7.  | 9 lutego 1995     | Oslo                | Gundersen K115/15 km    | 39:42.2 min     | 3.      | +1:59.5 min | Kenji Ogiwara       |
| 8.  | 25 marca 1995     | Sapporo             | Gundersen K120/15 km    | 41:02.8 min     | 3.      | +30.2 s     | Kenji Ogiwara       |
| 9.  | 16 grudnia 1995   | Sankt Moritz        | Gundersen K95/15 km     | ?               | 3.      | +38.4 s     | Knut Tore Apeland   |
| 10. | 2 marca 1996      | Lahti               | Gundersen K116/15 km    | 42:06.2 min     | 1.      | -           | -                   |
| 11. | 16 marca 1996     | Oslo                | Gundersen K115/15 km    | 42:47.0 min     | 1.      | -           | -                   |
| 12. | 11 grudnia 1996   | Steamboat Springs   | Gundersen K88/15 km     | ?               | 2.      | +0.1 s      | Halldor Skard       |
| 13. | 29 grudnia 1996   | Oberwiesenthal      | Sprint K90/7.5 km       | ?               | 2.      | +25.5 s     | Mario Stecher       |
| 14. | 18 stycznia 1997  | Sankt Moritz        | Gundersen K95/15 km     | ?               | 2.      | +12.0 s     | Mario Stecher       |
| 15. | 14 marca 1997     | Oslo                | Sprint K115/7.5 km      | ?               | 1.      | -           | -                   |
| 16. | 15 marca 1997     | Oslo                | Gundersen K115/15 km    | ?               | 1.      | -           | -                   |
| 17. | 22 marca 1997     | Szczyrbskie Jezioro | Gundersen K115/15 km    | ?               | 1.      | -           | -                   |
| 18. | 29 listopada 1997 | Rovaniemi           | Gundersen K115/15 km    | ?               | 1.      | -           | -                   |
| 19. | 11 grudnia 1997   | Steamboat Springs   | Sprint K120/7.5 km      | ?               | 2.      | +1.4 s      | Hannu Manninen      |
| 20. | 13 grudnia 1997   | Steamboat Springs   | Gundersen K88/15 km     | ?               | 2.      | +39.7 s     | Mario Stecher       |
| 21. | 29 grudnia 1997   | Oberwiesenthal      | Sprint K90/7.5 km       | ?               | 2.      | +0.1 s      | Hannu Manninen      |
| 22. | 9 stycznia 1998   | Ramsau              | Gundersen K90/15 km     | ?               | 1.      | -           | -                   |
| 23. | 28 lutego 1998    | Sapporo             | Sprint K90/7.5 km       | ?               | 1.      | -           | -                   |
| 24. | 7 marca 1998      | Lahti               | Gundersen K90/15 km     | ?               | 1.      | -           | -                   |
| 25. | 10 marca 1998     | Falun               | Gundersen K115/15 km    | ?               | 2.      | +0.1 s      | Mario Stecher       |
| 26. | 14 marca 1998     | Oslo                | Gundersen K115/15 km    | ?               | 1.      | -           | -                   |
| 27. | 21 listopada 1998 | Rovaniemi           | Gundersen K90/15 km     | ?               | 2.      | +2:21.5 min | Hannu Manninen      |
| 28. | 22 listopada 1998 | Rovaniemi           | Gundersen K90/7.5 km    | ?               | 3.      | +41.8 s     | Hannu Manninen      |
| 29. | 27 listopada 1998 | Lillehammer         | Gundersen K120/15 km    | ?               | 1.      | -           | -                   |
| 30. | 29 listopada 1998 | Lillehammer         | Sprint K120/7.5 km      | ?               | 3.      | +46.6 s     | Hannu Manninen      |
| 31. | 10 grudnia 1998   | Steamboat Springs   | Gundersen K120/15 km    | ?               | 2.      | +0.3 s      | Hannu Manninen      |
| 32. | 12 grudnia 1998   | Steamboat Springs   | Gundersen K120/15 km    | ?               | 1.      | -           | -                   |
| 33. | 3 stycznia 1999   | Schonach            | Gundersen K95/15 km     | ?               | 1.      | -           | -                   |
| 34. | 9 stycznia 1999   | Szczyrbskie Jezioro | Gundersen K115/15 km    | ?               | 1.      | -           | -                   |
| 35. | 16 stycznia 1999  | Liberec             | Gundersen K120/15 km    | ?               | 1.      | -           | -                   |
| 36. | 24 stycznia 1999  | Sankt Moritz        | Sprint K88/7.5 km       | ?               | 1.      | -           | -                   |
| 37. | 26 stycznia 1999  | Predazzo            | Gundersen K120/15 km    | ?               | 1.      | -           | -                   |
| 38. | 6 marca 1999      | Lahti               | Gundersen K116/15 km    | ?               | 2.      | +44.7 s     | Samppa Lajunen      |
| 39. | 12 marca 1999     | Oslo                | Gundersen K115/15 km    | ?               | 1.      | -           | -                   |
| 40. | 21 marca 1999     | Zakopane            | Gundersen K115/15 km    | ?               | 1.      | -           | -                   |
| 41. | 9 grudnia 1999    | Vuokatti            | Gundersen K90/15 km     | ?               | 3.      | +52.4 s     | Ronny Ackermann     |
| 42. | 10 grudnia 1999   | Vuokatti            | Sprint K90/7.5 km       | ?               | 2.      | +17.8 s     | Samppa Lajunen      |
| 43. | 19 grudnia 1999   | Steamboat Springs   | Gundersen K114/15 km    | ?               | 3.      | +58.1 s     | Ladislav Rygl       |
| 44. | 21 grudnia 1999   | Steamboat Springs   | Sprint K114/7.5 km      | ?               | 2.      | +0.7 s      | Samppa Lajunen      |
| 45. | 3 stycznia 2000   | Oberwiesenthal      | Gundersen K90/15 km     | ?               | 2.      | +11.8 s     | Samppa Lajunen      |
| 46. | 5 stycznia 2000   | Reit im Winkl       | Start masowy 10 km/K90  | 245.0 pkt       | 1.      | -           | -                   |
| 47. | 8 stycznia 2000   | Schonach            | Gundersen K95/15 km     | ?               | 1.      | -           | -                   |
| 48. | 12 stycznia 2000  | Predazzo            | Gundersen K90/15 km     | ?               | 3.      | +20.3 s     | Samppa Lajunen      |
| 49. | 5 lutego 2000     | Hakuba              | Gundersen K120/15 km    | ?               | 1.      | -           | -                   |
| 50. | 8 lutego 2000     | Nozawa Onsen        | Gundersen K90/15 km     | ?               | 2.      | +7.4 s      | Samppa Lajunen      |
| 51. | 4 marca 2000      | Lahti               | Sprint K116/7.5 km      | ?               | 2.      | +5.7 s      | Hannu Manninen      |
| 52. | 10 marca 2000     | Oslo                | Gundersen K115/15 km    | ?               | 1.      | -           | -                   |
| 53. | 11 marca 2000     | Oslo                | Sprint K115/7.5 km      | ?               | 1.      | -           | -                   |
| 54. | 6 grudnia 2000    | Kuopio              | Start masowy K120/10 km | 220.9 pkt       | 2.      | -3.7 pkt    | Felix Gottwald      |
| 55. | 29 grudnia 2000   | Lillehammer         | Sprint K90/7.5 km       | ?               | 2.      | +0.1 s      | Kristian Hammer     |
| 56. | 30 grudnia 2000   | Lillehammer         | Gundersen K90/15 km     | ?               | 1.      | -           | -                   |
| 57. | 3 stycznia 2001   | Reit im Winkl       | Start Masowy K90/10 km  | 239.5 pkt       | 1.      | -           | -                   |
| 58. | 5 stycznia 2001   | Reit im Winkl       | Sprint K90/7.5 km       | ?               | 3.      | +9.9 s      | Ronny Ackermann     |
| 59. | 7 stycznia 2001   | Reit im Winkl       | Gundersen K90/15 km     | ?               | 2.      | +15.6 s     | Kristian Hammer     |
| 60. | 1 marca 2001      | Nayoro              | Start Masowy K90/10 km  | 241.2 pkt       | 3.      | -4.0 pkt    | Felix Gottwald      |
| 61. | 9 marca 2001      | Oslo                | Gundersen K115/15 km    | ?               | 2.      | +51.4 s     | Felix Gottwald      |